# Cécile Chaminade
Cécile Louise Stéphanie Chaminade, född den 8 augusti 1857, död den 13 april 1944, var en fransk kompositör och pianist.

## Biografi
Chaminade föddes i Paris, och började tidigt studera musik under ledning av sin mor. Senare fick hon även undervisning av mer prominenta musikpersonligheter som Félix Le Couppey och Benjamin Godard, men aldrig officiellt, eftersom hennes far inte tyckte om hennes musikstudier.
Vid arton års ålder gav hon sin första konsert som pianist, och från och med detta växte hennes berömmelse som musiker och kompositör stadigt.
1901 gifte sig Cécile Chaminade med en musikförläggare från Marseille, Louis-Mathieu Carbonel. På grund av den senares höga ålder ryktades det att giftermålet i första hand var ett resonemangsäktenskap. Maken dog 1907, och Chaminade gifte aldrig om sig.  
Cécile Chaminade var under sin livstid en hyllad kompositör, och blev så småningom, som första kvinnliga kompositör tilldelad Hederslegionen. De flesta av hennes verk blev publicerade under hennes livstid, men under den andra halvan av 1900-talet kom hennes gärning att alltmer falla i glömska. Hennes concertino för flöjt (Op. 107) är det kanske mest kända av de av hennes stycken som fortfarande ofta uppförs.
Svenska mezzosopranen Anne Sofie von Otter släppte år 2002 cd:n Lieder and other works på Deutsche Grammophon, där hon tillsammans med sin ackompanjatör Bengt Forsberg framför sånger av Chaminade.

## Verk i urval
- Op. 8, chaconne (1879)
- Op. 9, 2 pieces: 1 (G) pièce romantique (1880)
- Op. 11, piano trio #1 (g): 1 allegro; 2 andante; 3 presto leggiero; 4 allegro molto agitato (1881)
- Op. 12, pastorale enfantine {arr marcus} (1881)
- Op. 18, capriccio for violin and piano (1881)
- Op. 21, sonata (c): 1 allegro appassionato; 2 andante; 3 allegro (1881)
- Op. 23, minuetto (b) (1881)
- Op. 24, libellules (Dragon Flies) (1881)
- Op. 28, étude symphonique (B–) (1883)
- Op. 29, sérénade (D) (1884)
- Op. 30, air de ballet (G) (1884)
- Op. 32, guitare (1885)
- Op. 35, 6 études de concert: 1 (C) scherzo; 2 (D–) l’automne; 5 (F) impromptu; 6 (D) tarantelle (1886)
- Op. 34, piano trio #2 (a): 1 allegro moderato; 2 lento; 3 allegro energico (1887)
- Op. 36, 2 pieces: 2 pas des cymbales (1887)
- Op. 37, callirhoë: 3 (A–) air de ballet. pas des écharpes; 4 (G) air de ballet. Callirhoë (1887)
- Op. 39, toccata (1887)
- Op. 40, Concertpiece for piano and orchestra
- Op. 41, air de ballet. pierrette (E–) (1889)
- Op. 43, gigue (D) (1889)
- Op. 50, la lisonjera (G–) (1890)
- Op. 53, arlequine (F) (1890)
- Op. 54, caprice espagnole. lolita (D–) (1890)
- Op. 55, 6 pièces romantiques: 6 rigaudon (1890)
- Op. 60, les sylvains (1892)
- Op. 61, arabesque (1892)
- Op. 67, caprice espagnole. la morena (1892)
- Op. 73, valse carnavalesque (1894)
- Op. 76, 6 romances sans paroles: 1 souvenance; 2 (E) élévation; 3 idylle; 5 chanson brétonne; 6 méditation (1894)
- Op. 77, waltz #2 (1895)
- Op. 150*, sérénade espagnole (G) (1895)
- Op. 80, waltz #3 (A–) valse brillante (1896)
- Op. 83, ritournelle {arr marcus} (1896)
- Op. 84, 3 préludes: 3 (d) (1896)
- Op. 87, 6 pièces humoristiques: 2 sous bois; 3 inquiétude; 4 autrefois; 5 consolation (1897)
- Op. 89, thème varié (A) (1898)
- Op. 91, waltz #4 (D–) (1898)
- Op. 94, havanaise #2 danse créole (1898)
- Op. 97, rondeaus for violin and piano (1899)
- Op. 98, 6 feuillets d’album: 3 (D–) élégie; 4 valse arabesque (1900)
- Op. 101, l’ondine (1900)
- Op. 104, tristesse (c+) (1901)
- Op. 105, divertissement (1901)
- Op. 107, Concertino for Flute & Orchestra in D major (1902)
- Op. 150*, sérénade espagnole (G) {arr kreisler} (1903)
- Op. 112, waltz #6 (C) valse-ballet (1904)
- Op. 114, pastorale (1904)
- Op. 115, waltz #7 valse romantique (1905)
- Op. 116, sous le masque (1905)
- Op. 118, étude mélodique (G–) (1906)
- Op. 119, valse tendre (F) (1906)
- Op. 122, 3 contes blues: 2 (1906)
- Op. 123, album d’enfants: 2 (A–) intermezzo. pas de sylphes; 4 (F) rondeau; 5 (a) gavotte; 9 (e) orientale; 10 (a) tarantelle (1906)
- Op. 124, étude pathetique (b) (1906)
- Op. 126, album d’enfants: 1 (C) idylle; 2 (E) aubade; 9 (g) patrouille; 10 (A) villanelle (1907)
- Op. 127, 4 poèmes provençales: 2 solitude; 3 (D–) le passé; 4 pêcheurs de nuit (1908)
- Op. 130, passacaille (E) (1909)
- Op. 134, la retour (1909)
- Op. 137, romance (D) (1910)
- Op. 139, étude scholastique (1910)
- Op. 143, cortège (A) (1911)
- Op. 148, scherzo-valse (1913)
- Op. 155, au pays dévasté (1919)
- Op. 158, danse païenne (1919)
- Op. 164, air à danser (1923)
- Op. 150, sérénade espagnole (G) (1925)
- Op. 165, nocturne (1925)

### Utan opusnummer
- les rêves (1876)
- te souviens-tu? (1878)
- auprès de ma mie (1888)
- voisinage (1888)
- nice-la-belle (1889)
- rosemonde (1890)
- l’anneau d’argent (E–) {accomp} (1891)
- plaintes d’amour (1891)
- (E–) l’anneau d’argent (1891)
- viens, mon bien-aimé! (1892)
- l’amour captif (1893)
- ma première lettre (1893)
- malgré nous! (1893)
- si j’étais jardinier (1893)
- (G) l’été (1894)
- mignonne (1894)
- sombrero (1894)
- villanelle (1894)
- espoir (1895)
- ronde d’amour (1895)
- chanson triste (1898)
- mots d’amour (1898)
- alleluia (1901)
- écrin! (1902)
- bonne humeur! (1903)
- menuet (1904)
- la lune paresseuse (1905)
- je voudrais (1912)
- attente. au pays de provence (1914)